# Sajeret
Sajeret (hebrejsky סיירת, množ.č. sajarot), doslova znamená průzkumná jednotka Izraelských obranných sil. V praxi se takové jednotky specializují na rychlé nasazení, ostatní speciální určení a dodatečně také pro průzkum (stupeň specializace se liší od jednotky k jednotce a podle aktuálních potřeb). Takové jednotky bývají obvykle o velikosti roty nebo praporu.

## Jednotky Sajeret v IOS
Veškeré bitevní brigády v IOS tvoří jednotky se zdokonalenou výzbrojí a zdokonaleným výcvikem za účelem průzkumu a misí speciální sil. V minulosti bývala součástí každé brigády jednotka o velikosti roty s příslušnou výzbrojí, které jsou známé jako Palsar (hebrejsky zkratka slov: פלוגת-סיור, Plugat Sijur (jed.číslo) / Plugot Sijur (množ. číslo), „Průzkumná rota“). Ačkoliv jednotky Palsar se většinou orientují na podporu bitevního pole (což je jejich raison d'être – důvod, proč existují), mnoho z nich se během posledních let zúčastnilo speciálních operací. Součástí veškerých jednotek pěchoty jakož i některých ozbrojených jednotek je vlastní jednotka Palsar.
V minulosti se jednotky sijur od sebe lišily. Na základě zkušeností, získaných během minulých desetiletí, je generální štáb IOS nyní slučuje do větších jednotek s mnoha různými způsobilostmi: jednotky o velikosti praporu, zvaných Jachsar (zkratka slov jechidat sijur, "Průzkumná jednotka"). Každou jednotku Jachsar tvoří nanejvýš tři specializované Plugot (roty): Demoliční rota (Plugat Chel Handasa, neboli Palchan), průzkumná rota (Plugat Sijur, neboli Palsar) a protitanková rota / rota s těžkou výzbrojí (Plugat Neged Tankim, neboli Palnat).
Což je součástí projektu Jatah („bitevní jednotka s nízkou úderní silou“). V rámci tohoto projektu se usiluje o reorganizaci průzkumných praporů do specializovaných protiteroristických jednotek, působících ve městech, které prošly specializovaným výcvikem a jsou vybaveny výzbrojí, specializovanou na operace v aktuálních bitevních situacích.
Ostatní sajarot jsou větší jednotky, operující pod velením sborů IOS. Existují různé jednotky speciálních vojenských sil o velikosti praporu, které jsou přímo pod velením regionálních sil, účelových sil (námořní pěchota/letectvo) nebo generálního štábu. Nejznámější z nich jsou Sajeret Matkal, Šajetet 13 a Sajeret Šaldag.

## Výcvik jednotek Sajeret
Od roku 2016 se vybrané Sajeret jednotky účastní zvláštních cvičení, ve kterých působí jako vyšší uskupení "brigáda speciální sil" a navzájem spolupracují pro dosažení kritických cílů při obraně státu. Cílem je vytvoření uskupení, které je schopné operovat jak uvnitř vlastních hranic státu Izrael, tak i mimo ně. Prvního cvičení v únoru 2016 se účastnili např. jednotky Duvdevan, Maglan, Egoz a Rimon.
V červnu a červenci roku 2017 proběhl společný výcvik české 601. skupiny speciálních sil a Sajeret Duvdevan ve výcvikovém prostoru Ceelim v Negevské poušti.

## Výstroj jednotek sajeret
Výstroj členů jednotek sajeret se v zásadě shoduje s výstrojí běžného vojáka IOS, ale obsahuje navíc některé dodatečné prvky. Příkladem mohou být kvalitní taktické ochranné brýle, které jsou rozšířeny spíše u těchto speciálních jednotek než u běžného vojáka. To se také ukázalo jako veliký problém při druhé libanonské válce, kdy bylo spoustu zranění v obličeji u vojáků klasické pěchoty a rezervistů, kteří ve své výbavě žádné ochranné brýle neměli.

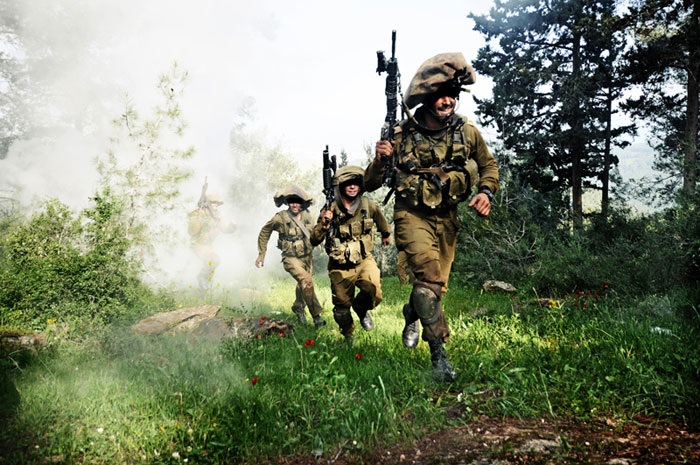
Pohled na příslušníky Sajeret Yahalom během výcviku.

Obecně lze říci, že do základního vybavení bojovníka jednotky sajeret patří:
- olivová uniforma
- kevlarová přilba od firmy Rabintex v kategorii odolnosti IIIA doplněná:
  - taktickými nosiči příslušenství (např. typ Oketz společnosti Marom Dolphin nebo Hassa+ společnosti Agilite)
  - maskovacím prostředkem Mitznefet v typicky oboustranné maskovací verzi (vegetace/poušť)
- ochranné brýle – dříve obvykle typ EPS-21 od firmy Gentex, dnes nejčastěji různé prověřené typy od firmy ESS
- taktická vesta – například od firmy Marom Dolphin, Agilite nebo Polaris Solutions Ltd. (známější pod značkou oso-gear), nejčastěji však ručně šité podle potřeb dané jednotky či jednotlivce
- neprůstřelná vesta (kat. IIIA) s trauma plátem a/nebo vloženými pláty (kat. III)
- nebo nosič plátů s pláty (kat. III)
  - keramické (méně používané díky vysoké váze cca 2,7 kg/ks)
  - polyethylenové HDPE (preferované díky nízké váze cca 1,4 kg/ks)
- protiplynová maska
- chrániče kolen
  - od roku 2017 jsou dosud používané verze nahrazovány typem pod obchodním názvem Axis Knee Pads od společnosti Agilite[4].
- odlehčené kanady
  - černé
    - brigáda Golani
    - brigáda Givati

  - hnědé
    - brigáda Výsadkářů
    - brigáda Nahal
    - brigáda Kfir
- a/nebo dnes častěji komerčně dostupná taktická obuv (např. typ Lowa Zephyr GTX MID TF od společnosti Lowa Sportschuhe GmbH)

- a další výstrojní součásti podle specializace daného člena (radiostanice, zdravotnický materiál, nosítka atd.) nebo podle specializace dané jednotky

## Výzbroj jednotek sajeret
Nejčastější výzbrojí je:
- IWI Tavor ve verzích

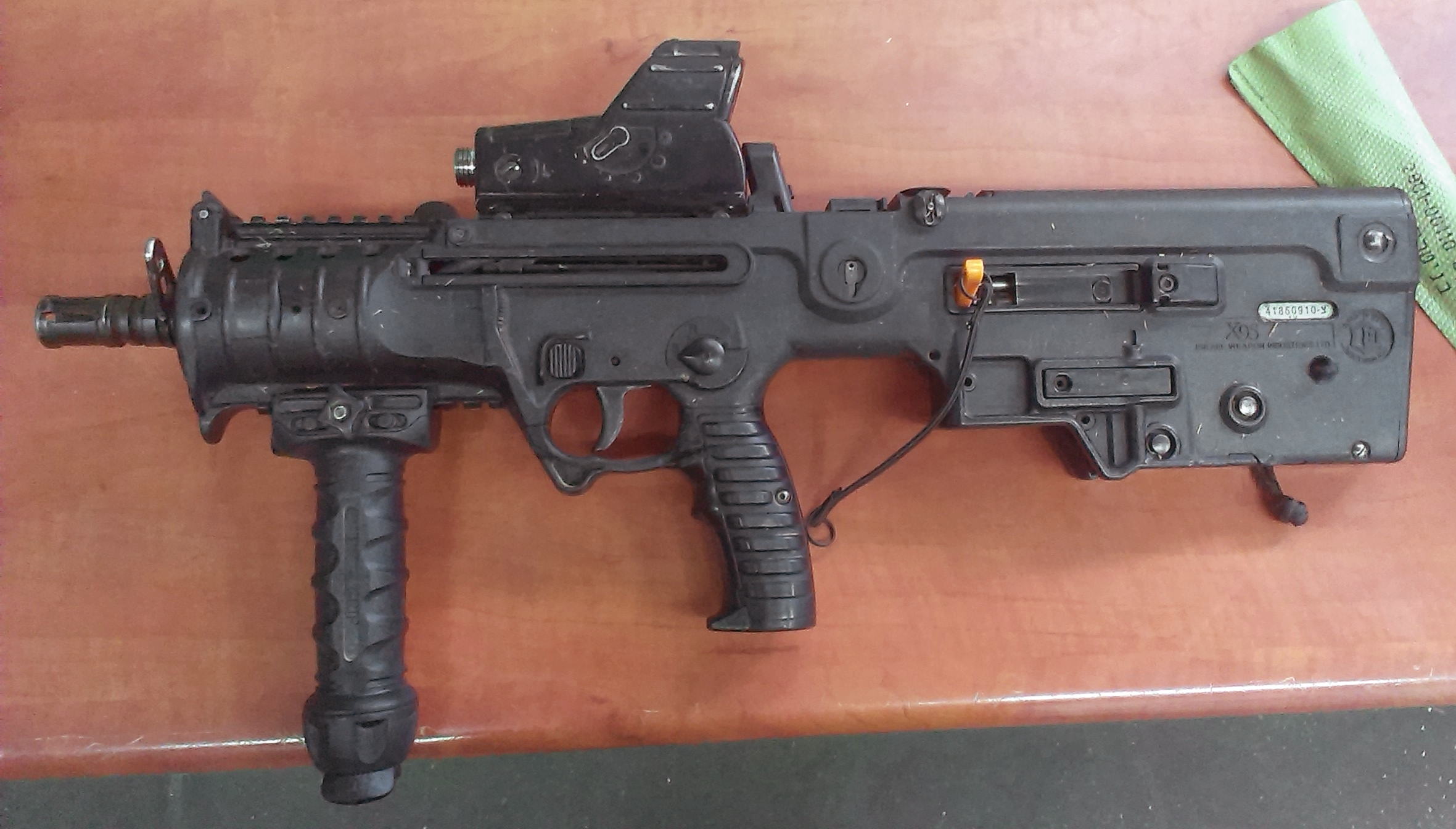
Pohled na IWI X95 s průhledovým kolimátorem ITL MARS a osazeným "MAC POREK".

  - Tavor X95 - dnes nejpoužívanější a nejmodernější vývojová varianta vycházející z IWI Tavor TAR-21, do výzbroje uváděna kolem roku 2009 u jednotek Sajeret a od roku 2011 zvolena jako standardní pěchotní zbraň[5]. Podrobnější informace lze nalézt zde[6].
  - Tavor TAR-21 – do roku 2009 zaváděna jako standardní pěchotní zbraň pěchoty, standard u brigády Givati od roku 2006, Golani[7] od roku 2008, u brigády Nahal od roku 2009, v roce 2010 se předpokládalo plné přezbrojení [8] a Výsadkářů, kde se zaváděla od roku 2009/2010, po zkušenostech během operace Lité olovo došlo k nečekanému rozhodnutí tento typ od roku 2011 nahradit verzí X95[5].

- karabina M4A1 s příslušenstvím (granátomet, kolimátor s laserovým zaměřovačem, svítilna atd.)
- lehký kulomet Negev
- kulomet FN MAG
- další zbraně podle potřeb a určení dané jednotky
- nedílnou součástí zbraní jsou taktické doplňky:
  - lišty typu weaver/picatinny pro uchycení doplňků na zbraň
  - průhledový kolimátor pro reflexní střelbu s použitím obou očí
    - Trijicon Reflex 1x24 (bez baterie, kombinace světlovodu a tritiového přísvitu, od roku 1995+[9])
    - Meprolight M21 (bez baterie, kombinace světlovodu a tritiového přísvitu, od roku 2002[10])
    - ITL MARS (s baterií a laserovými zaměřovači, od roku 2006[11])
    - Meprolight M5 (s baterií typu "AA" a laserovými zaměřovači, od roku 2015[12])
    - Meprolight MOR (s dvojicí "AA" baterií, kombinace světlovodu a tritiového přísvitu, s laserovými zaměřovači,od roku 2016[13])
      - zajímavostí řešení je, že pro napájení kolimátoru v režimu napájení z baterie postačuje jediná funkční baterie, druhá tvoří zálohu první - spolu s Tritiovým přísvitem a světlovodem zajišťuje funkčnost záměrného bodu za každé situace a stavu baterií

  - puškohled pro přesné zaměření vzdálenějšího cíle (např. ACOG od společnosti Trijicon od roku 1996[9])
  - foregrip pro přirozený úchop (např. AG-44S od společnosti FAB Defense nebo další varianty od společností CAA nebo IMI Defense)
  - ergonomická pistolová pažbička (především pro karabiny M4A1)
  - dvoubodový popruh s možností rychlé volby dvou délek (zkrácená a plná), typicky řešeno plastovou sponou a suchým zipem
  - bezpečnostní výplň nábojové komory zvaná "MAC POREK"[14]

## Seznam nejznámějších jednotek sajeret
- Sajeret Matkal je průzkumnou jednotkou generálního štábu pro speciální operace pod velením vojenské zpravodajské služby Aman. Tato jednotka je převážně považována za průzkumnou jednotku, ale nese také určitou zodpovědnost v oblasti boje proti terorismu. Jednotka je sestavena po vzoru britské jednotky Special Air Service. Proslavila se především Operací Entebbe, během které zachránila více než 100 pasažérů letecké společnosti Air France po únosu civilního letadla do Ugandy teroristy z organizace OOP.

- Sajeret Šaldag je výsadkovou jednotkou izraelského letectva. Jednotka vykonává speciální mise při nasazení vysoce vyspělých bojových technologií.

- Sajeret Jahalom je speciální elitní jednotkou ženistů pod velením ženijního sboru. Specializuje se na přesné demolice a pokládání výbušnin s precizně plánovaným účinkem ve spolupráci s ostatními vysoce vyspělými bojově-technickými operacemi na území Státu Izrael a v zahraničí)

- Šajetet 13 („Flotila 13“) je izraelská výsadková jednotka námořní pěchoty .

Ostatní sajarot a elitní jednotky s určením pro speciální operace, se kterými se během posledních let seznámila veřejnost:
- Sajeret Egoz – Protipartyzánská jednotka IOS pod severním velitelstvím
- Okec (K-9) – Jednotka psovodů IOS
- Sajeret Moran & Jednotka Meitar – Odzbrojovací jednotka speciálních sil dělostřeleckého sboru IOS
- Sajeret Janmam – Protiletadlová jednotka působící ve vzduchu
- Sajeret Maglan – Protitanková jednotka letectva
- Sajeret Haruv – Bývalá jednotka pod přímým velením speciálních sil IOS
- Sajeret Šaked – Bývalá jednotka pod přímým velením speciálních sil IOS na jihu
- Sajeret Rimon – V roce 2010[15] opětovně jednotka zformována pod původním názvem pro plnění úkolů na jižní hranici - brání infiltracím nepřátel ze sinajského poloostrova a z Gazy.
  - Dříve od 70. let do roku 2005[15] také bývalá protiteroristická jednotka brigády Givati pro vyhledávání militantů v Gaze, která byla předchůdce jednotek např. Šimšon a Duvdevan. Meir Dagan byl členem jednotky Rimon.
- Sajeret Šimšon – Pásmo Gazy: Bývalá protiteroristická jednotka v obsazených oblastech
- Sajeret Duvdevan – Západní břeh Jordánu: Protiteroristická jednotka v obsazených oblastech
- Sajeret Jaban – Obranná jednotka IOS/námořní pěchoty (v této jednotce a v jednotce Oketz působí aktivně ženy ve vojenských hodnostech)
- Sajeret Jaltam – Záchranná jednotka IOS/námořní pěchoty
- LOTAR Eilat – Protiteroristická jednotka rezervistů IOS/jednotka pro záchranu rukojmích, se základnou v izraelském městě Ejlat.
- Jednotka 669 – Lékařská záchranná letecká jednotka IOS/letectva.
- Palsar 7 & Palsar 188 – 7. a 188. obrněná brigáda průzkumných jednotek
- Jednotka 707 – Bývalá obranná potápěčská jednotka IOS/námořní pěchoty.
- Jednotka 5707 – Observační a sledovací jednotka IOS/letectva.
- Jednotka 869 – Speciální jednotka pro vizuální zpravodajství, observaci a sledování
- Alpinistim – Horská jednotka IOS, která patroluje v Golanských výšinách a poskytuje ochranu pro elektronické odposlouchávací jednotky IOS, umístěných na Har Hermon a Har Avital. Jednotka poskytuje také horskou záchrannou službu.

Součástí každé ze čtyř brigád pěchoty (Golani, Givati, Nahal a Výsadkáři) je vlastní jednotka jachsar (jechidat sijur, viz výše).
- Jachsar Nahal – Západní břeh Jordánu
- Jachsar Canchanim – Západní břeh Jordánu
- Jachsar Golani – Pásmo Gazy
- Jachsar Givati – Pásmo Gazy